# Grande Prêmio de San Marino de 1982
Resultados do Grande Prêmio de San Marino de Fórmula 1 realizado em Ímola em 25 de abril de 1982. Quarta etapa do campeonato, a corrida foi boicotada por muitas equipes como parte de uma guerra política, alheia ao evento, envolvendo as forças dominantes dentro da Fórmula 1: a Federação Internacional de Automobilismo Esportivo (FISA) e a Associação dos Construtores da Fórmula 1 (FOCA). Apenas sete equipes participaram, resultando num grid de 14 carros.
A corrida de 60 voltas foi vencida pelo francês Didier Pironi, com o canadense Gilles Villeneuve em segundo numa dobradinha da Ferrari, e o italiano Michele Alboreto terceiro com a Tyrrell. Depois que as Renault de René Arnoux e Alain Prost quebraram, Villeneuve liderava com Pironi em segundo antes da Ferrari ordenar que ambos reduzissem o ritmo a fim de evitar quebras, pois a vantagem em relação a Alboreto era imensa. Villeneuve interpretou isso como uma ordem para manter as posições de pista; Pironi não o fez e ultrapassou o canadense na última volta, enfurecendo-o a ponto de ele prometer nunca mais falar com seu companheiro de equipe. Villeneuve perderia a vida num acidente durante a qualificação para o Grande Prêmio da Bélgica duas semanas depois.

## Resumo

### Quatorze carros, um boicote
Em uma decisão referente ao Grande Prêmio do Brasil, a Federação Internacional de Automobilismo Esportivo (FISA) desclassificou Nelson Piquet e Keke Rosberg pelo uso ilegal de tanques de água como lastro a fim de manter seus carros abaixo do limite de peso durante as corridas. A Associação dos Construtores da Fórmula 1 (FOCA) decidiu boicotar o Grande Prêmio de San Marino em 1982 em protesto contra a medida e recebeu o apoio de dez equipes: Brabham, Williams, McLaren, Lotus, Ensign, March, Fittipaldi, Ligier, Arrows e Theodore. Na direção contrária "times de fábrica" como Ferrari, Renault e Alfa Romeo alinharam-se à FISA, mas a corrida em Ímola só aconteceu quando Tyrrell, Osella, ATS e Toleman aderiram ao grupo "legalista" citando "obrigações com os patrocinadores" e formaram um grid com quatorze carros.
Nenhum brasileiro participou da corrida, fato que somente voltaria a acontecer no Grande Prêmio da Hungria de 2017.

### Pironi versus Villeneuve
Dona da primeira fila no treino oficial, a Renault manteve René Arnoux à frente no momento da largada enquanto a Ferrari colocou Gilles Villeneuve e Didier Pironi adiante de Alain Prost, cujo motor quebrou na sexta volta. Arnoux resistiu até que seu turbo falhou após quarenta e quatro voltas e com isso Villeneuve e Pironi, que duelavam pelo segundo lugar, passaram a brigar solitariamente pela liderança sob o delírio da torcida. Temerosa quanto a uma colisão, quebra ou falta de combustível, a direção da Ferrari exigiu que seus pilotos refreassem os ânimos com o intuito de garantir a primeira dobradinha em casa desde o Grande Prêmio da Itália de 1979 e determinou a manutenção das posições tal como se achavam na pista. Para Villeneuve era a confirmação de uma vitória inédita, mas Pironi desobedeceu a ordem e ultrapassou seu companheiro de equipe quase à última volta quando ambos contornaram a Tosa e o francês venceu sua primeira corrida pela equipe de Maranello. Furioso, o canadense viu na atitude de Pironi um ato de traição e sua expressão mal-humorada no pódio traduzia suas convicções. Ele foi citado depois dizendo: "Eu nunca mais falarei com Pironi na minha vida". Por coincidência, Gilles Villeneuve morreu nos treinos para a corrida seguinte, na Bélgica.
O italiano Michele Alboreto também subiu ao pódio pela Tyrrell enquanto o francês Jean-Pierre Jarier, da Osella, e o chileno Eliseo Salazar, da ATS, ficaram em quarto e quinto lugares, respectivamente. Já o alemão Manfred Winkelhock foi desclassificado, pois sua ATS estava dois quilos mais leve que o mínimo exigido (580kg) pelo regulamento. Apesar da punição, o sexto lugar em aberto não foi atribuído a nenhum outro piloto.

## Classificação

### Treinos classificatórios
| Pos | No. | Driver             | Constructor  | Q1       | Q2       | Gap     |
| --- | --- | ------------------ | ------------ | -------- | -------- | ------- |
| 1   | 16  | René Arnoux        | Renault      | 1:32.628 | 1:29.765 | —       |
| 2   | 15  | Alain Prost        | Renault      | 1:31.169 | 1:30.249 | + 0.484 |
| 3   | 27  | Gilles Villeneuve  | Ferrari      | 1:31.541 | 1:30.717 | + 0.952 |
| 4   | 28  | Didier Pironi      | Ferrari      | 1:32.020 | 1:32.779 | + 2.255 |
| 5   | 3   | Michele Alboreto   | Tyrrell-Ford | 1:34.480 | 1:33.209 | + 3.444 |
| 6   | 23  | Bruno Giacomelli   | Alfa Romeo   | 1:35.214 | 1:33.230 | + 3.465 |
| 7   | 22  | Andrea de Cesaris  | Alfa Romeo   | 1:33.879 | 1:33.397 | + 3.632 |
| 8   | 35  | Derek Warwick      | Toleman-Hart | 1:34.062 | 1:33.503 | + 3.738 |
| 9   | 31  | Jean-Pierre Jarier | Osella-Ford  | 1:34.715 | 1:34.336 | + 4.571 |
| 10  | 36  | Teo Fabi           | Toleman-Hart | 1:42.529 | 1:34.647 | + 4.882 |
| 11  | 4   | Brian Henton       | Tyrrell-Ford | 1:36.100 | 1:35.262 | + 5.497 |
| 12  | 9   | Manfred Winkelhock | ATS-Ford     | 1:36.155 | 1:35.790 | + 6.025 |
| 13  | 32  | Riccardo Paletti   | Osella-Ford  | 1:37.999 | 1:36.228 | + 6.463 |
| 14  | 10  | Eliseo Salazar     | ATS-Ford     | 1:41.255 | 1:36.434 | + 6.669 |

### Corrida
| Pos.    | Nº | Piloto             | Construtor   | Voltas | Tempo/Diferença  | Grid | Pontos |
| ------- | -- | ------------------ | ------------ | ------ | ---------------- | ---- | ------ |
| 1       | 28 | Didier Pironi      | Ferrari      | 60     | 1:36:38.887      | 4    | 9      |
| 2       | 27 | Gilles Villeneuve  | Ferrari      | 60     | + 0.366          | 3    | 6      |
| 3       | 3  | Michele Alboreto   | Tyrrell-Ford | 60     | + 1:07.684       | 5    | 4      |
| 4       | 31 | Jean-Pierre Jarier | Osella-Ford  | 59     | + 1 volta        | 9    | 3      |
| 5       | 10 | Eliseo Salazar     | ATS-Ford     | 57     | + 3 voltas       | 14   | 2      |
| DSQ     | 9  | Manfred Winkelhock | ATS-Ford     | 54     | Desclassificado  | 12   | [ 8 ]  |
| NC      | 36 | Teo Fabi           | Toleman-Hart | 52     | Não classificado | 10   |        |
| Ret     | 16 | René Arnoux        | Renault      | 44     | Turbo            | 1    |        |
| Ret     | 23 | Bruno Giacomelli   | Alfa Romeo   | 24     | Motor            | 6    |        |
| Ret     | 32 | Riccardo Paletti   | Osella-Ford  | 7      | Suspensão        | 13   |        |
| Ret     | 15 | Alain Prost        | Renault      | 6      | Motor            | 2    |        |
| Ret     | 22 | Andrea de Cesaris  | Alfa Romeo   | 4      | Pane elétrica    | 7    |        |
| Ret     | 4  | Brian Henton       | Tyrrell-Ford | 0      | Transmissão      | 11   |        |
| Ret     | 35 | Derek Warwick      | Toleman-Hart | 0      | Pane elétrica    | 8    |        |
| Fontes: |    |                    |              |        |                  |      |        |

## Tabela do campeonato após a corrida
| Pos.    | Piloto           | Pontos |
| ------- | ---------------- | ------ |
| 1       | Alain Prost      | 18     |
| 2       | Niki Lauda       | 12     |
| 3       | Didier Pironi    | 10     |
| 4       | Michele Alboreto | 10     |
| 5       | Keke Rosberg     | 8      |
| Fontes: |                  |        |

| Pos.    | Construtor    | Pontos |
| ------- | ------------- | ------ |
| 1       | Renault       | 22     |
| 2       | McLaren-Ford  | 20     |
| 3       | Ferrari       | 16     |
| 4       | Williams-Ford | 14     |
| 5       | Tyrrell-Ford  | 10     |
| Fontes: |               |        |

- Nota: Somente as primeiras cinco posições estão listadas. Entre 1981 e 1990 cada piloto podia computar onze resultados válidos por temporada não havendo descartes no mundial de construtores .